# 格罗皮埃尔
格罗皮埃尔（法語：Grospierres，法語發音：[ɡʁopjɛʁ]）是法国阿尔代什省的一个市镇，属于拉让蒂耶尔区。

## 地理
格罗皮埃尔（44°24'2"N, 4°17'21"E）面积27.3 平方千米，位于法国奥弗涅-罗讷-阿尔卑斯大区阿尔代什省，该省份为法国东南部内陆省份，北起顺时针与卢瓦尔省、伊泽尔省、德龙省、沃克吕兹省、加尔省、洛泽尔省和上盧瓦爾省接壤。
与格罗皮埃尔接壤的市镇（或旧市镇、城区）包括：博略、贝萨斯、尚多拉斯、圣阿尔邦-欧里奥勒、萨拉瓦斯、桑宗、瓦尼亚。
格罗皮埃尔的时区为UTC+01:00、UTC+02:00（夏令时）。

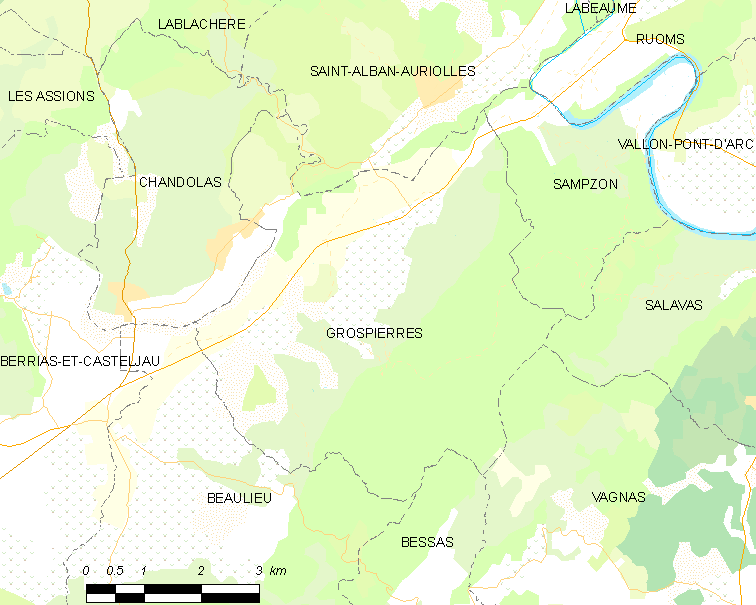
格罗皮埃尔的OSM定位图

## 行政
格罗皮埃尔的邮政编码为07120，INSEE市镇编码为07101。

## 政治
格罗皮埃尔所属的省级选区为瓦隆蓬达尔克县。

## 人口

1962-2008年间格罗皮埃尔人口变化图示

格罗皮埃尔于2022年1月1日时的人口数量为931人。